# Fulvio Nesti
Fulvio Nesti   (Lastra a Signa, 8 de juny de 1925 - Florència, 30 de novembre de 1995) fou un futbolista italià de la dècada de 1950.
Fou internacional amb la selecció de futbol d'Itàlia amb la qual participà a la copa del Món de futbol de 1954. Pel que fa a clubs, destacà a SPAL 1907, FC Internazionale Milano, i AC Prato.